# Fredrik Adolf Ulrik Funck
Fredrik Adolf Ulrik Funck, född 2 december 1746 i Stockholm, död 6 juli 1814 i Stockholm, var en svensk militär. Han var son till Carl Funck och bror till Johan Ture Funck.
Efter att en tid ha tjänstgjort som kanslist i utrikesexpeditionen, lät Funck inskriva sig som korpral vid Livregementet 1766. Han befordrades därefter till löjtnant vid Bohusläns dragoner, och begav sig därefter till Ryssland, där han som ryttmästare i ryska armén deltog i kriget mot turkarna 1770-72. 1781 utnämndes han till major vid dragonerna, och skickades av Johan Christopher Toll till Norge för att i hemlighet ta reda på den rådande ställningen och nationens sinnesstämning mot danskarna. Hans insatser gjorde att han erhöll löfte från Gustaf III om den snart lediga överstelöjtnantsbefattningen vid Bohusläns dragoner, och när den 1786 blev ledig utnämndes Funck till positionen. Vid norrmännens infall i Bohuslän 1788 betedde sig Funck på ett som befälhavare på förunderligt sätt, att både befäl och manskap var övertygade om ett förräderi och att Funck handlade efter en med fienden överenskommen plan. Han inte bara lämnade den strategiskt viktiga bron vid Kvistrum oriven, utan inbjöd norska befälhavaren, prins Carl av Hessen att ta sitt högkvarter på hans boställe Bråland, och lät förklara sig för prinsens krigsfånge. Efter krigets slut blev han ställd inför krigsrätt, och förklarades visserligen frikänd 1790, men av kungen avsatt och ovärdig att vidare nyttjas i rikets tjänst. Han avled ogift efter att i ett år ha varit blind 1814.